# Лишневський Олександр Львович
Олекса́ндр Льво́вич Лишне́вський (рос. Александр Львович Лишневский; нар. 1868 — †1942) — російський і український, радянський архітектор, відомий зведенням будівель у стилі модерн та неокласицизм, в першу чергу, в Санкт-Петербурзі, а також у Єлисаветграді (тепер Кропивницький).

## Біографія

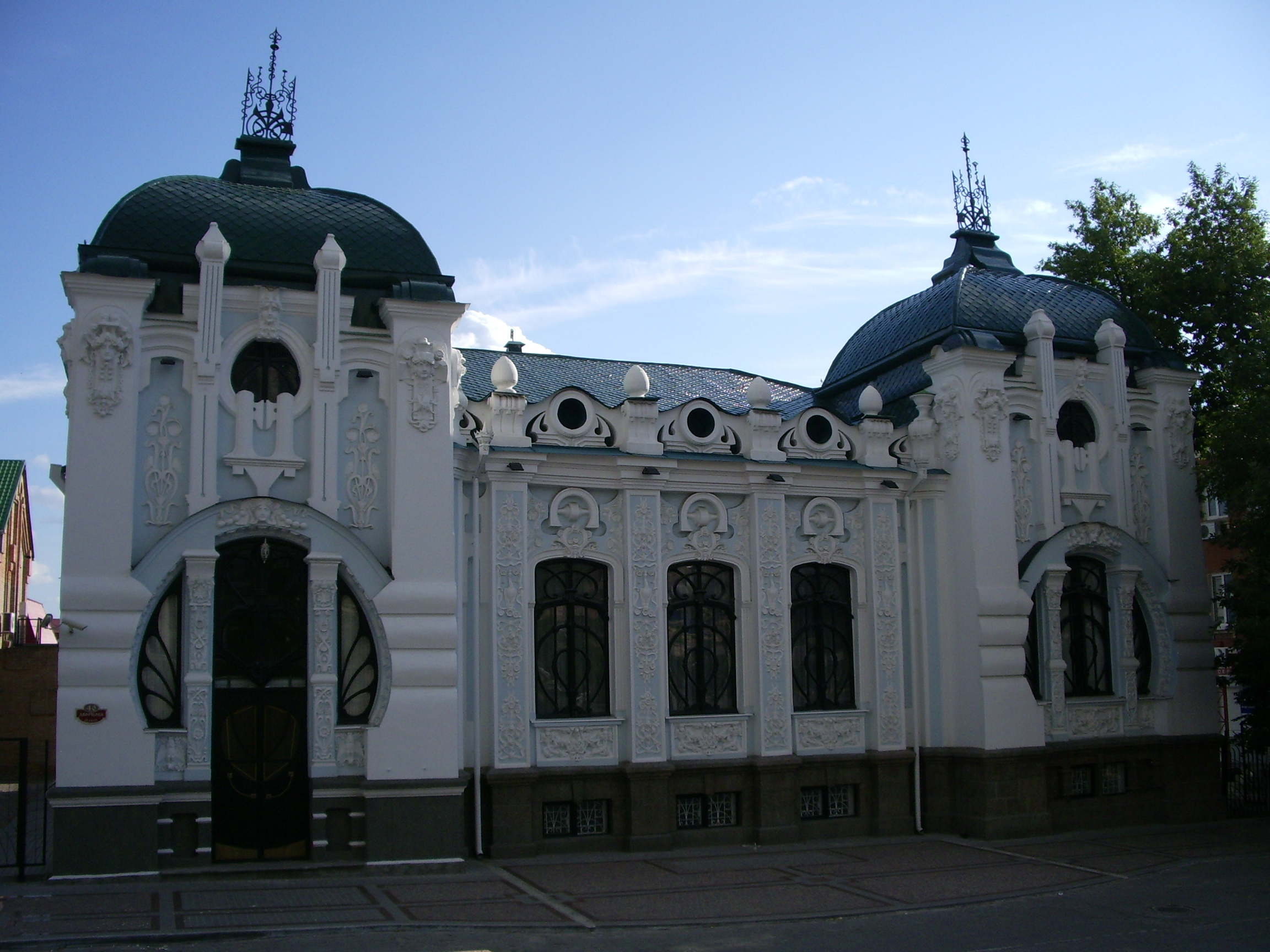
Будинок Барського (1900)

Олександр Львович (Хацкель Меєрович) Лишневський народився у листопаді 1868 року в Херсоні у єврейській сім'ї.
Закінчив рисувальну школу в Одесі, а пізніше, в 1888 році, Петербурзьку Академію мистецтв, в якій він поєднував навчання з роботою помічника відомого архітектора Бориса Іоновича Гіршовича. Закінчив курс навчання 1892 року. Під час навчання не раз був відмічений нагородами: мала срібна медаль (1891 рік), велика срібна медаль (1892 рік), мала золота медаль за програму: «Готель для приїжджих до столиці» (1893 року). 4 листопада 1894 Олександр Львович отримав звання класного художника 1-го ступеня.
Початковий період самостійної творчості Олександра Лишневського проходив в Єлисаветграді — у період від 1895 до 1901 року він працював міським архітектором. Тут за проектами молодого зодчого були збудовані ремісничо-грамотне училище, реальне училище, міська Велика хоральна синагога, гімназія, відділення банку, ряд особняків, в тому числі будинок Барського (зараз тут міститься краєзнавчий музей) і церква.
В 1901 році О. Л. Лишневський терміново повертається до Петербурга, де і продовжує свою архітектурну діяльність. Він — автор  численних пітерських будівель і конкурсных проектів. Так, після Жовтневого перевороту 1917 року і потому за СРСР будував оборонні споруди під Петроградом, завершив зведення лікарні імені Петра Великого (Мечніковська лікарня), брав активну участь у проектуванні міської житлової забудови. Від 1930 року керував майстернею Ленпроекту. Член правління Ленінградського відділення Спілки архітекторів СРСР. 
О. Л. Лишневський помер у 1942 році в евакуації в Ярославлі (за іншими даними — у блокадному Ленінграді).